# Eccitanti conflitti confusi
Eccitanti conflitti confusi è il sesto album in studio di Andrea Mingardi, pubblicato nel 1985.

## Tracce
1. Eccitanti conflitti confusi
2. Se fossi una donna
3. The end
4. Centrale nucleare
5. Tradimento
6. Si salvi chi può
7. Noi dobbiamo stare uniti
8. Motel
9. Transessuale
10. Bath blues

## Formazione
- Andrea Mingardi - voce
- Romano Trevisani - chitarra
- Maurizio Tirelli - tastiera
- Claudio Golinelli - basso
- Lele Melotti - batteria
- James Thompson - sax
- Roberto Poltronieri - cori